# بضع المفصل
بضع المفصل  (بالإنجليزية: Arthrotomy)‏ هو شق جراحي في المفصل ينتج عنه إنشاء فتحة يمكن استخدامها في النزح.